# Alejandro Fuentes
Alejandro Javiero Fuentes, född 5 november 1987 i Chile, är en norsk sångare.
Alejandro Javiero Fuentes som kom på 3:e plats i Norska idol 2005. Senare 2005, kom hans album Diamonds or Pearls, som sålde "guld" i slutet av året.
År 2006 gjorde han och tre andra norska artister, Askil Holm, Espen Lind och Kurt Nilsen, singeln "Hallelujah".

## Diskografi

### Som soloartist
Album
- Diamonds or Pearls (Oktober 2005)
- Tomorrow Only Knows (September 2007)

Singlar
- "Stars" (2005) (#1 på VG-lista)
- "Sail Away" (2005) (#19 på VG-lista)
- "Tomorrow Only Knows" (2007) (#8 på VG-lista)
- "Hell If I" (2007) (#1 på VG-lista)
- "Stop Beggin' Me" (2011)
- "All My Life" (2012)
- "After Tonight" (2013)
- "Rå" (2015)
- "Nabolaget mitt" (2015)
- "Encore" (2015)
- "One More Night" (2017)
- "Tengo otra" (2018) (deltagare i Melodi Grand Prix)

### Samarbeten
Album med "Lind, Nilsen, Fuentes, Holm"
- Hallelujah - Live (Juni 2006) (#1 på VG-lista)
- Hallelujah Live – Volume 2 (2009) (#1 på VG-lista)

Singlar med "Lind, Nilsen, Fuentes, Holm"
- "Hallelujah" (2006) (#1 på VG-lista)
- "Boys of Summer" (2006) (#12 på VG-lista)
- "Norsk medley" (2006)
- "With or Without You" (2009) (U2-cover)

Singlar tillsammans med andra artister
- "Kranrekka" (med Noora Noor och Samsaya)
- "Trigger" (2017) (med Need Music)